# Michael Brückner (Politiker, 1939)

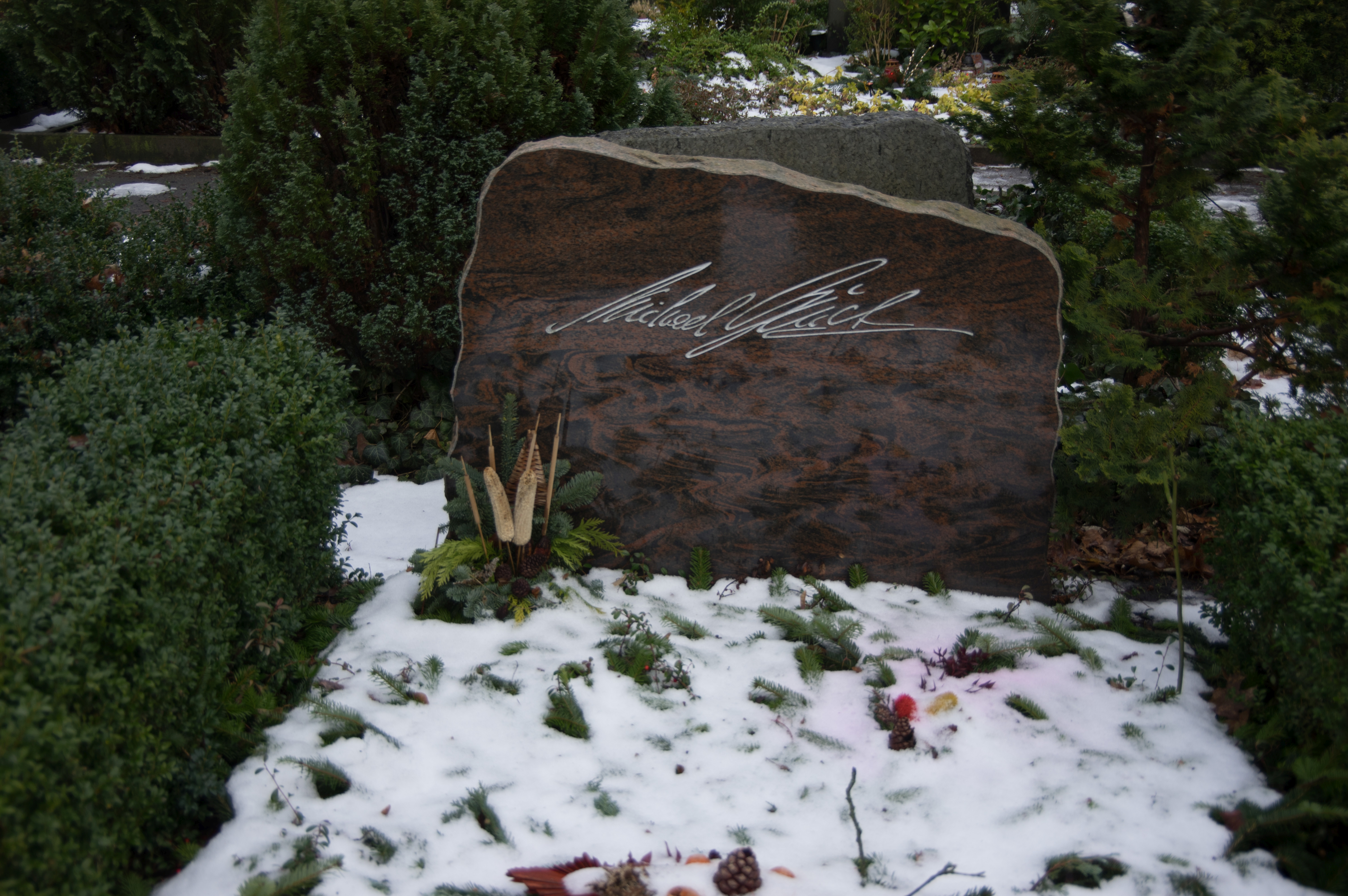
Das Grab von Michael Brückner auf dem Friedhof Adlershof

Michael Brückner (* 27. August 1939 in Berlin; † 14. März 1998 ebenda) war ein deutscher Kommunalpolitiker der SPD und langjähriger Bezirksbürgermeister im Bezirk Treptow von Berlin.

## Leben
Der gebürtige Treptower absolvierte eine Lehre als Elektromechaniker, dem sich ein Studium an der Technischen Universität in Dresden anschloss. Bis zur Wende arbeitete er dann als Ingenieur für Elektrotechnik zunächst in der Bauabteilung der Wäscherei Spindlersfeld des VEB Rewatex, dann im Elektro-Apparate-Werk Treptow und zuletzt im VEB Funkwerk Köpenick.
November 1989 wurde er Mitglied der sich neu gründenden Sozialdemokratischen Partei in der DDR (SDP) im Bezirk Berlin-Treptow. Am 31. Mai 1990 wurde der im Ortsteil Niederschöneweide wohnende Michael Brückner auf Vorschlag der SPD als erster frei gewählter Bürgermeister nach der Wende in Treptow gewählt. Zu seinen Aufgaben gehörte der Aufbau einer demokratischen Verwaltung nach über 40 Jahren SED-Herrschaft.
Das Amt als Bezirksbürgermeister führte er bis zu seinem plötzlichen Tod 1998 nach einem lange unentdeckt gebliebenen Krebsleiden aus.
Brückner war verheiratet und hatte zwei Söhne.
Seine letzte Ruhestätte fand er auf dem Friedhof Adlershof im heutigen Bezirk Treptow-Köpenick.
Am 15. März 2004 wurde in Berlin anlässlich Brückners fünften Todestages die Grünauer Straße (Teil der B96a) in Michael-Brückner-Straße benannt.